# SN 2001iu
SN 2001iu – supernowa odkryta 9 grudnia 2001 roku w galaktyce A074813+1015. W momencie odkrycia miała maksymalną jasność 24,70m.